# وال وایتینگ
وال وایتینگ (انگلیسی: Val Whiting؛ زادهٔ ۹ آوریل ۱۹۷۲) بازیکن بسکتبال اهل ایالات متحده آمریکا است.